# Progreso (Texas)
Progreso es una ciudad ubicada en el condado de Hidalgo en el estado estadounidense de Texas. En el Censo de 2010 tenía una población de 5507 habitantes y una densidad poblacional de 710,41 personas por km².

## Geografía
Progreso se encuentra ubicada en las coordenadas 26°5′46″N 97°57′24″O / 26.09611, -97.95667. Según la Oficina del Censo de los Estados Unidos, Progreso tiene una superficie total de 7.75 km², de la cual 7.75 km² corresponden a tierra firme y (0%) 0 km² es agua.

## Demografía
Según el censo de 2010, había 5507 personas residiendo en Progreso. La densidad de población era de 710,41 hab./km². De los 5507 habitantes, Progreso estaba compuesto por el 83.98% blancos, el 0.22% eran afroamericanos, el 0.56% eran amerindios, el 0.05% eran asiáticos, el 0% eran isleños del Pacífico, el 13.93% eran de otras razas y el 1.25% pertenecían a dos o más razas. Del total de la población el 98.37% eran hispanos o latinos de cualquier raza.